# Myrmeleon carolinus
Myrmeleon carolinus är en insektsart som beskrevs av Banks 1943. Myrmeleon carolinus ingår i släktet Myrmeleon och familjen myrlejonsländor. Inga underarter finns listade i Catalogue of Life.